# Лоуэркейс
Лоуэркейс или «музыка нижнего регистра» (англ. Lowercase) — жанр экспериментальной музыки, крайняя форма эмбиентного минимализма, в которой очень тихие звуки усиливаются до запредельных уровней. Её истоки — это микрозвук, конкретная и электроакустическая музыка, эмбиент. Стилистически отличается крайне минималистичным звучанием, когда очень тихие звуки обрамляются долгими отрезками тишины.
Термин ввёл музыкант Стив Роден для описания своего альбома Forms Of Paper («Формы бумаги»), выпущенного в 2001 году. На становление жанра сильное влияние оказала деятельность композиторского объединения The Wandelweiser Group, в том числе музыка Юрга Фрая, Антуана Бойгера, Раду Малфати, Майкла Писаро, Манфреда Вердера.
В качестве основных композиторов жанра стоит отметить Бернарда Гюнтера, Якоба Ульмана, Мики Юи, Кима Каскона, Якоба Киркегора. Также использование Lowercase можно встретить в совместном творчестве музыкантов Alva Noto и Рюити Сакамото.
Среди тех, кто внёс свой вклад в развитие Lowercase, можно отметить Тэцу Иноуэ, Боба Рейни, звукового инсталлятора Ричарда Шартье (Richard Chartier), Еву-Марию Убэн.

## Исполнители
- Radu Malfatti
- Jürg Frey
- Steve Roden
- Antoine Beuger
- Kim Cascone
- Tetsu Inoue
- Bhob Rainey
- Bernhard Günter
- Richard Chartier
- Eva-Maria Houben
- Michael Pisaro
- Miki Yui
- Manfred Werder